# تشاة زيارت دانيال (مقاطعة فارياب)
تشاة زيارت دانيال (بالفارسية: چاه زیارت دانیال) هي قرية تقع في البلدة المركزية في إيران. يقدر عدد سكانها بـ 139 نسمة بحسب إحصاء 2016.